# A. M. Homes
A. M. Homes   (Washington DC, 18 de desembre de 1961) nom amb que signa les seves novel·les l'escriptora estatunidenca Amy Michael Homes. És considerada una de les veus més consolidades de la narrativa nord-americana contemporània.

## Biografia
Homes va ser lliurada en adopció per la seva mare biològica, "que mantenia una relació amb un home molt més gran, casat i amb fills". Va estudiar al Sarah Lawrence College, on va completar el batxillerat artístic l'any 1985, i en el taller d'escriptors de la Universitat d'Iowa, on va obtenir un postgrau en Belles Arts.
La seva primera novel·la, Jack, va aparèixer l'any 1989 i va ser ben rebuda per la crítica; l'any següent va publicar la col·lecció de contes The Safety of Objects (La seguretat dels objectes). A aquests llibres han seguit novel·les, relats i assajos, de vegades subjectes de polèmica, com va succeir amb The End of Alice (1996). Aquesta novel·la, que té com a protagonista el pedòfil Chappy, va provocar una revolada a banda i banda de l'Atlàntic, però especialment a Gran Bretanya, on va ser prohibida en les botigues W.H. Smith, atacada per alguns crítics i lloada per A. L. Kennedy, Elizabeth Young i altres.
Sobre la seva escriptura, ha dit (després d'haver escrit La fi d'Alice): "The End of Alice va ser el meu quart llibre i, malgrat que hi ha molt de sexe, és una novel·la sobre idees, sobre cultura, sobre moral i sexualitat. No m'interessa ser portaveu de res. M'interessa escriure obres de ficció que plantegin interrogants, que provoquin polèmica. Crec que la tasca de la literatura —de l'art en general— és generar obres que estimulin la gent perquè s'observi a si mateixa i que observin el món en què vivim més de prop o, potser, des d'un altre punt de vista".
Ha obtingut diversos guardons (les beques Guggenheim, el National Endowment for the Arts, el NYFA, Cullman Center for Scholars and Writers at The New York Public Library; els premis Benjamin Franklin i Deutscher Jugendliteraturpreis) i ha estat traduïda a 18 idiomes.
Escriu a Art Forum, Harper's, Granta, McSweeney's, The New Yorker, The New York Times i Zoetrope, i també col·labora aVanity Fair, Bomb i Blind Espot.
Ha participat en el Consell de Direcció de Yaddo, The Fine Arts Work Center a Provincetown, The Writers Room, i en el PEN, tant en el comitè de membres com en el d'escriptors. També treballa en el Presidents Council for Poets and Writers. Ha exercit la docència en universitats com la de Columbia i la de Nova York.
Va ser guionista i productora del programa de televisió The L Word, entre 2004 i 2005, i va escriure l'adaptació de la seva primera novel·la Jack per Showtime (la pel·lícula es va estrenar el 2004 i li va valdre un Premi Emmy a l'actriu Stockard Channing).
L'any 2003, la directora Rose Troche va adaptar La seguretat dels objectes a la pantalla. El director Steven Shainberg està preparant Música per a cors incendiats amb guió de Buck Henry. Així mateix, Stone Village Pictures planeja rodar This Book Will Save Your Life.
Viu a Nova York amb la seva filla petita. Confessa haver tingut relacions tant amb homes com amb dones. Sobre la seva vida íntima ha dit: "Sóc bisexual, però no necessàriament em definiria com a tal."

## Obra
- Jack, novel·la, 1989: La història d'un noi, fill de pares divorciats, que descobreix que el seu pare és homosexual.
- The Safety of Objects, recull de contes, 1990: Tracta sobre diverses famílies (els Gold, els Train, els Christianson i els Jennings) que viuen envoltades de possessions a les quals tenen afecte, però amb molts problemes personals.
- In a Country of Mothers, novel·la, 1993. La inquietant història d'una nena adoptada i el seu terapeuta, que comença a sentir un interès anormal per la seva pacient, sospitant que és la seva pròpia filla, a la qual va abandonar en néixer.
- The End of Alice, novel·la, 1996.
- Appendix A: an elaboration on the novel The End of Alice, 1996.
- Music for Torching, 1999. Narra, amb el seu característic humor irònic, la història de Paul i Elaine, que porten una vida avorrida en un suburbi i que una tarda bolquen la graella d'una barbacoa i miren com crema la seva casa.
- Things You Should Know, contes, 2002 (Coses que cal saber, Angle Editorial, 2004).
- Los Angeles: People, Places, and the Castle on the Hill, no ficció, 2002.
- This Book Will Save Your Life, novel·la, 2006.
- The Mistress's Daughter, memòries, 2007. La història de com Homes va ser trobada per la seva família biològica.
- May We Be Forgiven, novel·la, 2012.
- Days of Awe, recull de contes, 2018. (Dies temibles, Angle Editorial, 2020).